# Freche Mädchen
Freche Mädchen ist ein deutscher Jugendfilm von Ute Wieland aus dem Jahr 2008, dessen Vorlage von Bianka Minte-König geschrieben wurde und auf der Bücherreihe Freche Mädchen – freche Bücher basiert. Der Film wurde von Constantin Film produziert und in Köln, München und Wuppertal gedreht. Der Kinostart in Deutschland fand am 17. Juli 2008 statt, in Österreich erschien der Film am 22. August. Eine Fortsetzung Freche Mädchen 2 erschien am 5. August 2010 in den deutschen Kinos.

## Handlung
Die 14-Jährigen Mila, Hanna und Kati sind beste Freundinnen, die alles füreinander tun. Zusammen verkuppeln sie ihren Musiklehrer mit ihrer Deutschlehrerin, um Milas Deutschnoten zu verbessern. Auch sonst herrscht bei den Mädchen großer Liebeswirbel: Zuerst verehrt Kati, die naive „gute Seele“ und Romantikerin der Clique, „Brötchen“-Tobi, aber weil er sie nicht so beachtet, wie Kati es gerne hätte, verliebt sie sich in ihren Cousin Florian. Auch Hanna, die selbstsichere Sängerin/Sportlerin der drei, hat’s erwischt, und sie kommt mit dem älteren Branko zusammen. Nur bei Mila will es nicht ordentlich klappen, bis der Referendar Pit Winter als Vertretung für die schwangere Deutschlehrerin auftaucht.
Mila schreibt ihm sogar ein Liebesgedicht – anonym –, aber als ihre Mutter plötzlich eine Verabredung zum Abendessen mit Pit hat, läuft es in der Liebe schlecht für Mila. Pit Winter liest das Gedicht und weiß durch unvorhergesehene Umstände, dass Mila es geschrieben hat. Aber alles, was er daran auszusetzen hat, sind Milas Fehler, die durch ihre Legasthenie entstanden sind. Auch bei Kati und Hanna läuft es nicht mehr so gut. Weil Florian sich in seine Klavierlehrerin verliebt hat, macht er kurz vor Katis Geburtstagsfeier mit ihr Schluss. Branko und Hanna zanken sich auch ein wenig, weil Mila und Hanna sich bei einer Castingshow beworben haben und Hanna weitermacht, obwohl Branko das zu peinlich findet. Beim Casting hat Hanna ja auch noch jemanden kennengelernt …
So sind die drei Mädels wieder allein und plagen sich zwischendurch auch mit Problemen wie der Zicke Vanessa, dem Porno-Kiwi oder dem nervigen Mathelehrer ab. Auch Markus, der Mädchenschwarm, den Mila aufgrund seiner starken Selbstüberzeugtheit für einen Macho hält, schleicht sich ein wenig in ihr Leben rein. Dass ein neuer Schüler, Brian aus Hamburg, in die Klasse kommt, sorgt auch für Spannungen untereinander: Kati hat sich sofort neu verliebt und verlangt, dass keine der anderen sich in Brian verlieben darf. Nachdem Mila aber für Brian ein Gedicht umgeschrieben hat und er dieses als Song benutzt, wird es zwischen Kati und Mila eisig. Mila hat nämlich nach einem Kuss im dunklen Planetarium beim Klassenausflug die Ahnung, dass Brian vielleicht sie und nicht Kati mag. Jemand, der Pegasus heißt, schreibt ihr auch romantische Nachrichten und übersetzt für sie einen Liedertext – alle Indizien weisen auf Brian, oder doch nicht?
Als Milas Mutter ihr offenbart, dass sie schwanger ist und zwar von Pit Winter, ist Milas Drama komplett. Im Zorn läuft sie weg und übernachtet an einer Schwebebahnhaltestelle. Am nächsten Morgen trifft sie dort Markus, der sie zum Reiterhof seines Vaters mitnimmt. Mila sieht dort ein Bild von der Klassenfahrt, wo alle vor einer Pegasusstatue versammelt sind. Ein anderes Bild zeigt sie und Markus. Überwältigt von der Tatsache, dass Markus Pegasus ist, läuft sie wieder zurück nach Hause. Dort ist ihre Mutter glücklich, sie wieder zu sehen, und erzählt, dass der Schwangerschaftstest ein falsches Ergebnis angezeigt hatte – sie ist doch nicht schwanger. Pit hätte auch kein Kind mit ihr gewollt, sagt Milas Mutter und wünscht Mila, dass sie einen netten Jungen findet, der sie so schätzt, wie sie ist. Da öffnen sich Milas Augen, und zusammen mit ihrer Mutter fährt Mila zum Reiterhof zurück. Sie findet Markus dort auf einem Hügel und küsst ihn.
Auch für die anderen Mädchen gibt es ein gutes Ende: Kati hat sich zwar in Brian verknallt, doch als sie bei seinem Konzert gesehen hatte, dass er bereits unsterblich in Vanessa, die (maskulin) umschwärmte, oberflächliche und intrigante Klassenzicke, verliebt ist und diese mit Hilfe von Milas Lied erfolgreich abschleppt, geht sie betrübt nach Hause. Unterwegs wird sie in einem U-Bahn-Tunnel von einem betrunkenen Mann angegriffen, doch Tobi ist in der Nähe, verteidigt sie und „schlägt“ den betrunkenen Mann zu Boden. Und weil Kati eben Kati ist, hat sie sich unwiderruflich erneut unsterblich in Tobi verliebt. Hanna ist inzwischen wegen der Castingshow nach München gereist und hat es bis ins Viertelfinale geschafft. Kurz vor ihrem nächsten Auftritt fängt ihr Glücksbringer – ein Herz – an zu leuchten. Branko hatte es ihr geschenkt und das andere behalten – die Herzen leuchten, wenn das andere in der Nähe ist. So finden die beiden zueinander und werden wieder ein Paar, nachdem Hanna aus der Castingshow ausscheidet.

## Kritiken
Das Lexikon des internationalen Films bezeichnet den Film als „Jugendbuchverfilmung um die Pausenhof-Liebeleien einer 14-jährigen Schülerin und ihrer beiden besten Freundinnen, die ohne problemorientierten Tiefgang eng auf ihr pubertierendes Zielpublikum zugeschnitten wurde.“ Er liefere trotz einiger inszenatorischer Tricks „nur bieder-amüsante Mainstream-Unterhaltung.“
Jörg Brandes schrieb in der Hamburger Morgenpost vom 17. Juli 2008, der Film sei „etwas oberflächlicher“ als die Wilde Hühner-Verfilmungen. Dafür würden Regie und Drehbuch „lieber auf Spaß“ setzen, als sich „wirklich ernsthaft mit dem Gefühlswirrwarr ihrer Mädels zu beschäftigen.“ Dies unterstreiche auch der exzessive Einsatz von Split-Screen, Zeichentricksequenzen, Zeitlupe und Zeitraffer, „mit dem die Regisseurin das vorhersehbare Geschehen aufpeppt.“
Der Bonner General-Anzeiger meinte, Ute Wieland erzähle die typischen Teenager-Themen in Form einer flotten Komödie. Durch „so viel Selbstironie und ausgelassenen Humor“ verzeihe man auch die „abgehackte Episodenform“ und die vielen Klischees und den Kitsch.

„Basierend auf der gleichnamigen, überaus erfolgreichen Mädchenbuchreihe überzeugt dieser Teenager-Film trotz vieler Klischees und einem überaus schmalzigen Ende vor allem durch das frische Spiel der drei Protagonistinnen und der halbwegs lebensechten Dialoge.“

## Auszeichnungen
2008: Nick Kids’ Choice Award; Lieblingskinofilm